# Tengri
Tengri o Tengger (en antic turc: 𐱅𐰭𐰼𐰃; mongol: Тенгери, Tengeri; xinès simplificat: 腾格里 (Ténggélǐ); turc: Gök Tanrı) és un déu del cel, anteriorment la principal deïtat dels primitius pobles turquesos, inclosos els xiongnu, huns, protobúlgars i sienpei.
A causa de la seva importància en la religió, de vegades és referit com Tengrianisme. Les deïtats principals del Tengrianisme van ser el Pare Cel i la Mare Terra (Yer Tanrı). La seva pràctica involucra elements de xamanisme, animisme, totemisme i el culte als ancestres.
Tengri no té una aparença física coneguda, i es considerà com etern i infinit com un cel blau. Tengri era la deïtat principal d'un panteó de déus associats amb diversos aspectes de l'existència humana i els fenòmens naturals. Antics turcs i mongols creien que Tengri regia tota l'existència a la terra, la determinació del destí de les persones, i també la de nacions senceres. Governants turcs i mongols basaven el seu poder per mandat de Tengri, representant-se a si mateixos com als seus fills en la terra. Quan un governant va perdre el poder, es va considerar un senyal que no havia actuat en harmonia amb la llei celestial.

## La històrica turquesa de la creació
A la versió turquesa de la història de la creació, Tengri va volar pel cel, sobre una oca blanca, sobre un gran oceà que simbolitzava l'infinit flux del temps. Va sentir la crida d'un ésser anomenat "La mare blanca", que el convidava a crear el món. Tengri va crear un altre ésser, que va anomenar "Er Kishi" i junts van fer la terra i els seus habitants. Però "Er Kishi" era impur i intentà seduir la gent perquè portés una vida malvada. Tengri va enviar els seus animals sagrats a la Terra per fer-los xamans o guies espirituals que ensenyessin a la gent com viure bé i ser respectuosos al seu creador.

### Tengri i naturalesa
Els primers pobles turquesos i mongols atribuïen molts dels més poderosos fenòmens naturals a Tengri i altres déus. El tro se suposava que simbolitzava la veu de Tengri; el llamp era una forma de càstig i una manifestació del poder de Tengri. Les tempestes de Tengri eren també beneficioses, ja que les plantes creixien i les collites florien després de les pluges. Aquests pobles consideraven que tots els éssers vius, aus, animals, plantes i arbres, estaven habitats per esperits individuals. Això volia dir que tot en la naturalesa era sagrat.

## Tengri a l'Orient
Els lingüistes fa molt que van notar la similitud entre el mot Tengri i el mot xinès per al cel, Tian, que també significa déu. No se sap si una paraula ve de l'altra, però totes dues estan relacionades, com les cultures xinesa i mongola. Els dos termes apareixen junts en noms de muntanyes, que es consideraven llocs sagrats. A la serralada Tian Shan (Muntanya del Cel), a la frontera del Kazakhstan, el segon pic més alt es coneix com a Khan Tengri (Senyor dels Esperits).

## Nom

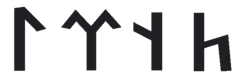
Lletres de Tengri en les inscripcions d'Orkhon (escrites de dreta a esquerra).

La forma més antiga del nom és registrat en els annals xinesos del segle iv aC, descrivint les creences dels xiongnu. Aquesta pren la forma 撑犁 Cheng-li, que és la hipòtesi d'una transcripció xinesa de Tengri. (La forma proto-turquesa de la paraula ha estat reconstruïda com Etŋri o *Taŋrɨ). Stefan George (2001) ha suggerit un origen en última instància en llengua ienisseiana, com a tɨŋgVr-, "alt". Alternativament, una etimologia altaica de T`aŋgiri ("jurament" o "déu") posa l'accent en la divinitat dels déus en lloc del seu domini sobre el cel.
La forma turquesa, Tengri, està testificada al segle xi per Mahmud al-Kaixgarí. En turc modern, la paraula derivada de "Tanrı" és utilitzada com a terme genèric per a "déu", o per al Déu abrahàmic, i és utilitzat sovint avui dia pels turcs musulmans per referir-se a Déu en turc com una alternativa a l'Al·là àrab. A Turquia, la religió del Tengrianisme es coneix com el Gök Tanrı ("Déu del Cel").
La deïtat suprema de la religió tradicional dels txuvaixos és Tură.
Altres reflexos del nom en les llengües modernes inclouen el mongol: Тэнгэр ('cel'), búlgar: Тангра, àzeri: Tanrı. La paraula xinesa per a 'cel' 天 (Tian) també pot estar relacionada, possiblement, amb un préstec d'una llengua prehistòrica de l'Àsia central.

## Tengrisme
Tengrisme és un terme modern per referir-se al sistema de creences dels pobles mongols i turquesos dels temps antics. Es basen en Mongke Tengri (que representa l'etern cel blau), Eix (una figura femenina de la fertilitat i deessa Mare Terra) i molts altres esperits de la naturalesa, benignes i malignes. Incloïa la pràctica del xamanisme o comunicació amb els esperits. El tengrisme va ser promogut per governants turquesos posteriors, com Genguis Kan (que regna entre 1206 i 1227) i el seu net Batu Khan (regnant entre 1227 i 1255). Els seus seguidors respectaven els esperits de la naturalesa i portaven una vida de rectitud moral. Si les persones perdien l'equilibri amb el món natural a causa de les seves accions o a les de mals esperits, els xamans havien d'intervenir per restaurar-lo.